# Biserica de lemn și zid din Gruia

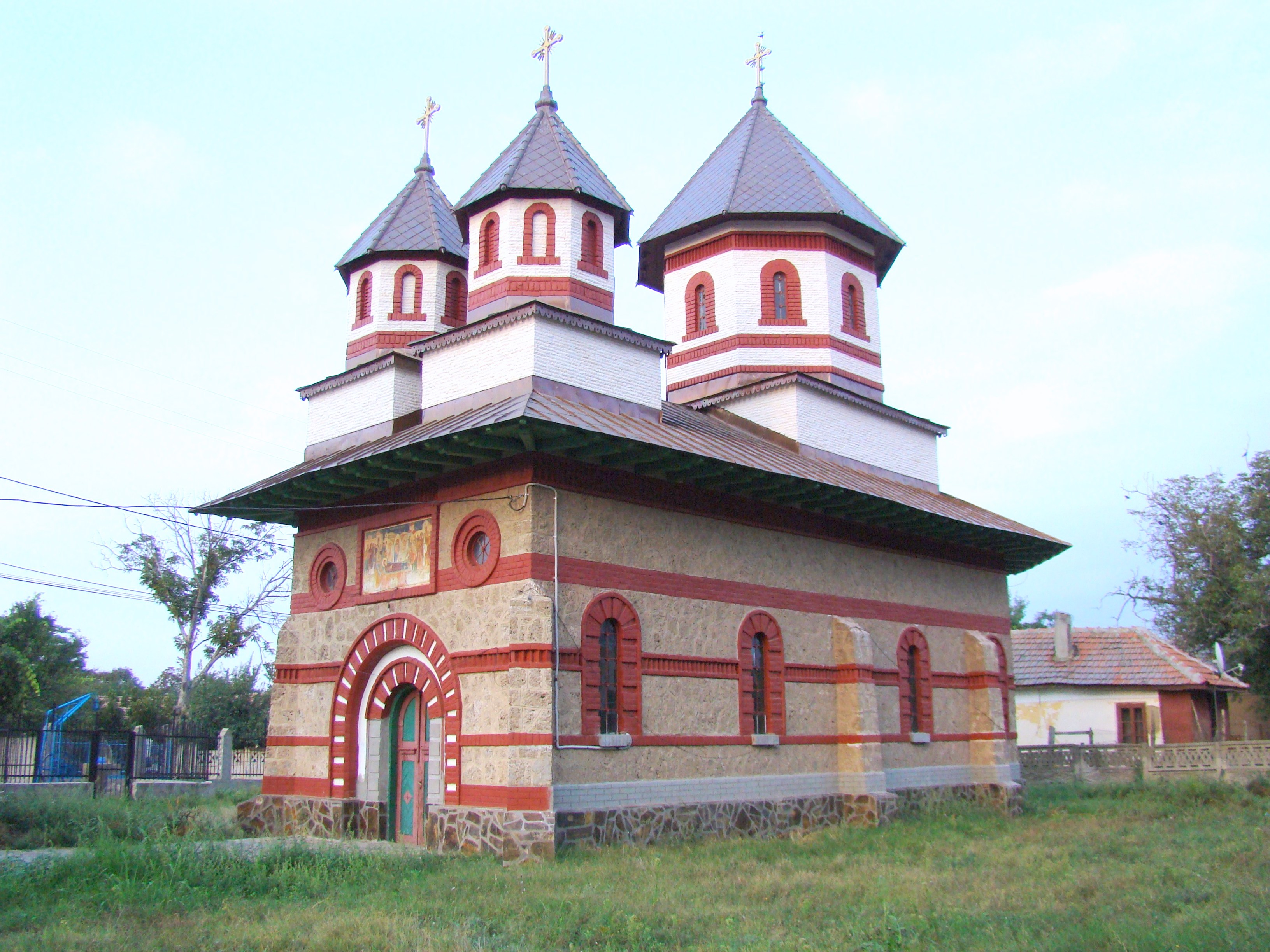
Biserica „Adormirea Maicii Domnului”din Gruia, comuna Gruia, județul Mehedinți,, foto: septembrie 2009

Biserica de lemn și zid din Gruia, comuna Gruia, județul Mehedinți, a fost construită în jur de 1834. Avea hramul „Adormirea Maicii Domnului”. Biserica originală nu mai există de peste trei decenii. Ajunsă în stare de ruină, nu a mai fost refăcută, iar în locul ei a fost construită o biserică de zid cu același hram.

## Istoric

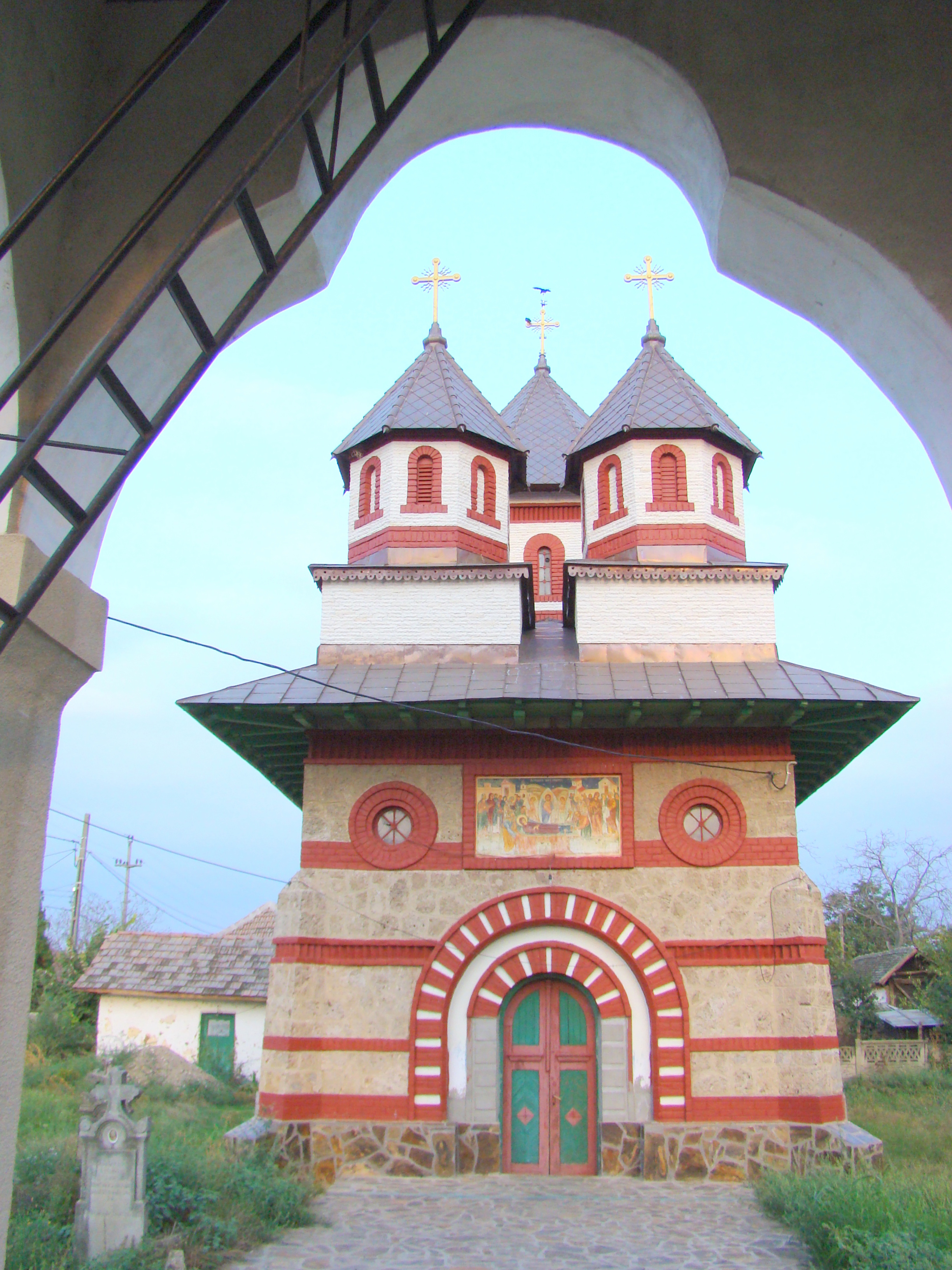
Biserica (vest)

## Galerie de imagini din exterior

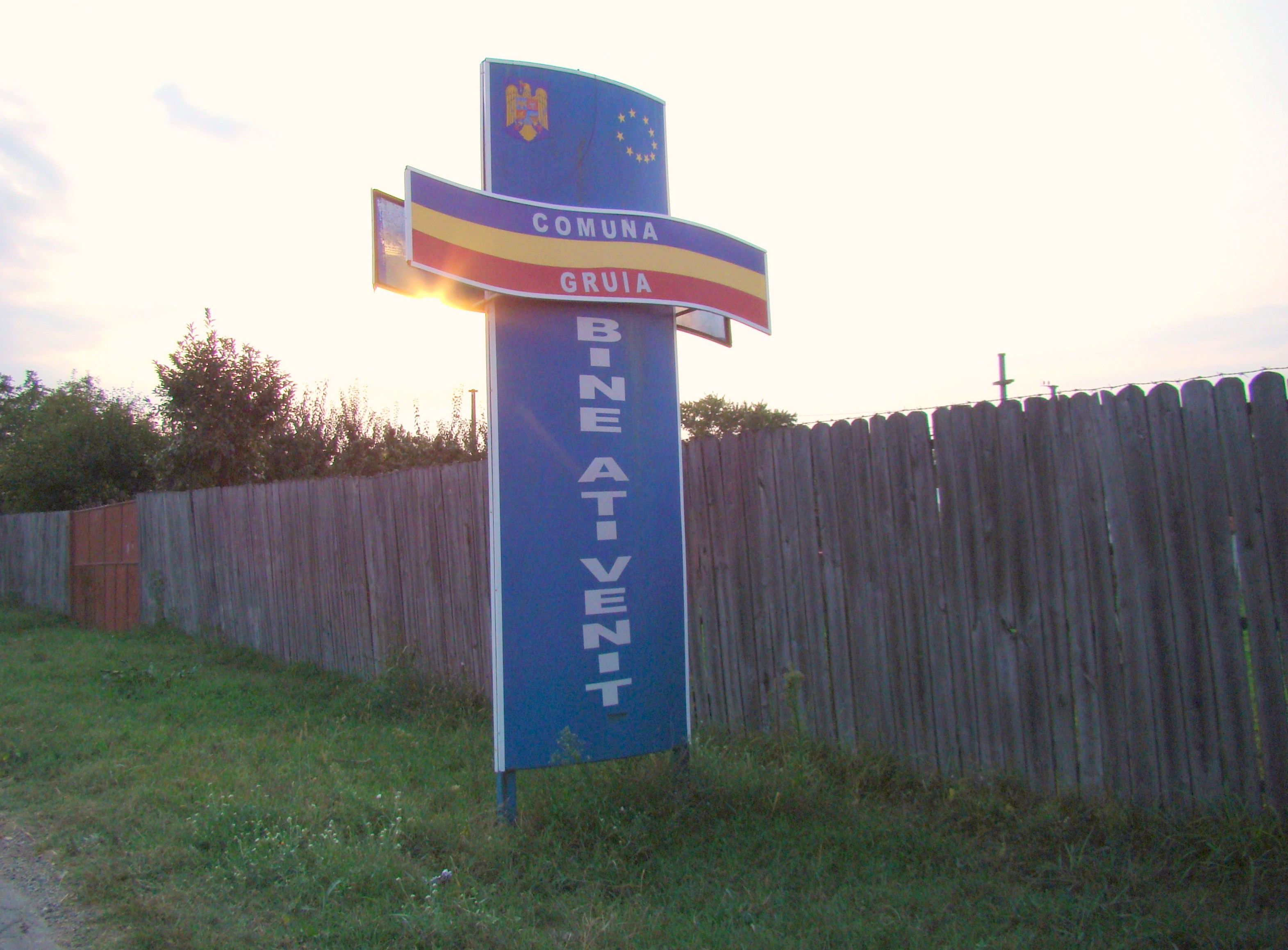
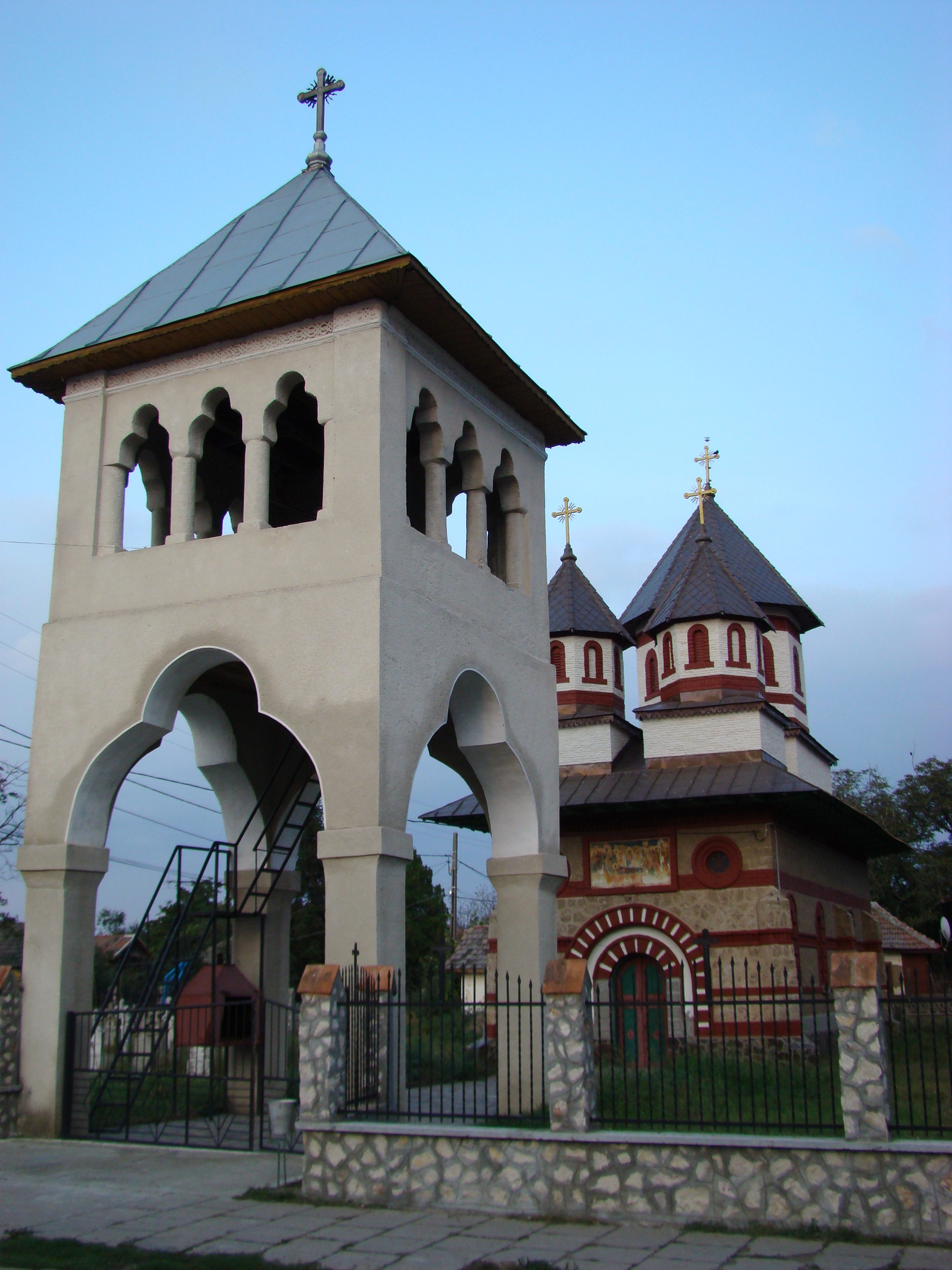
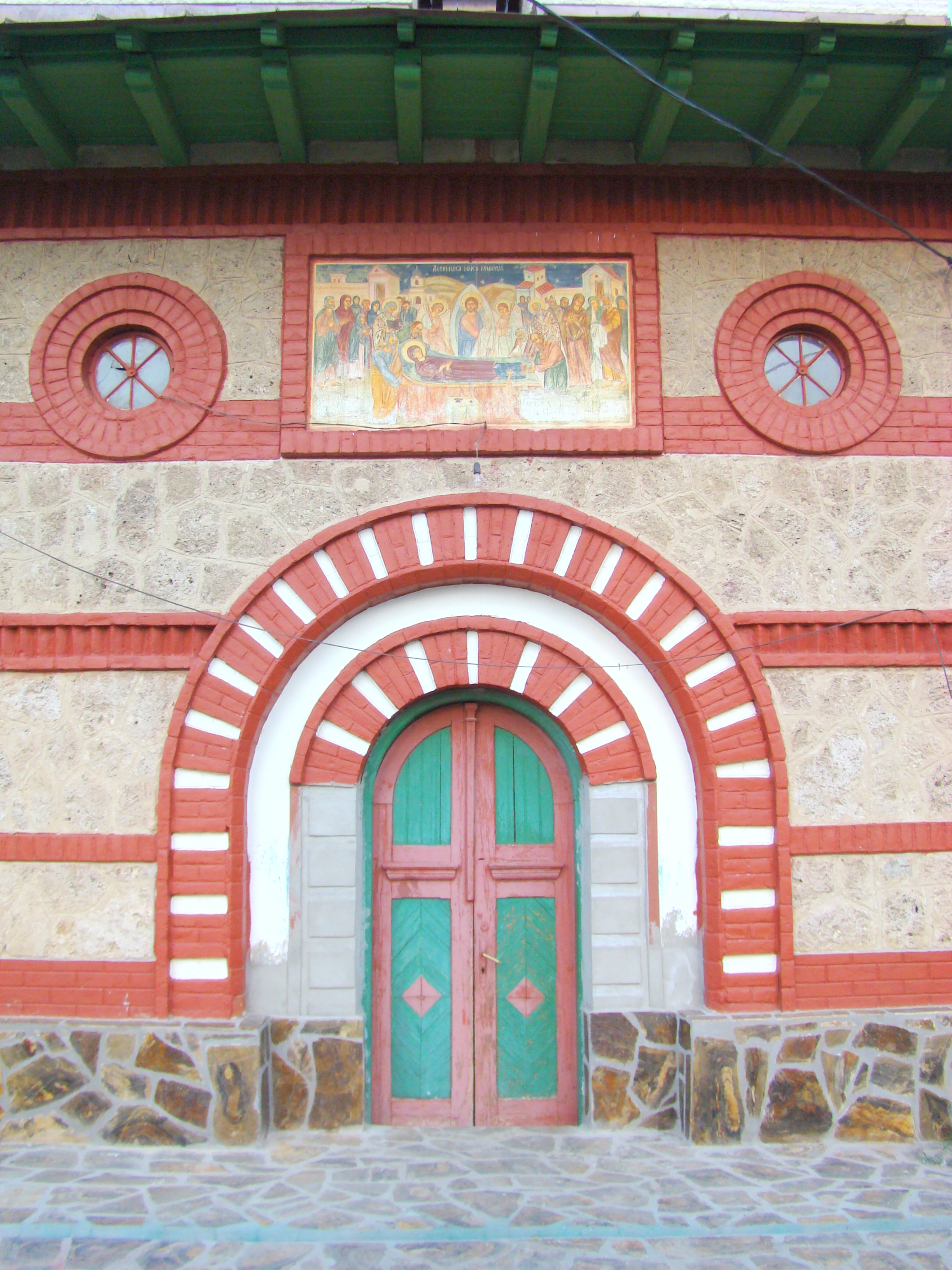
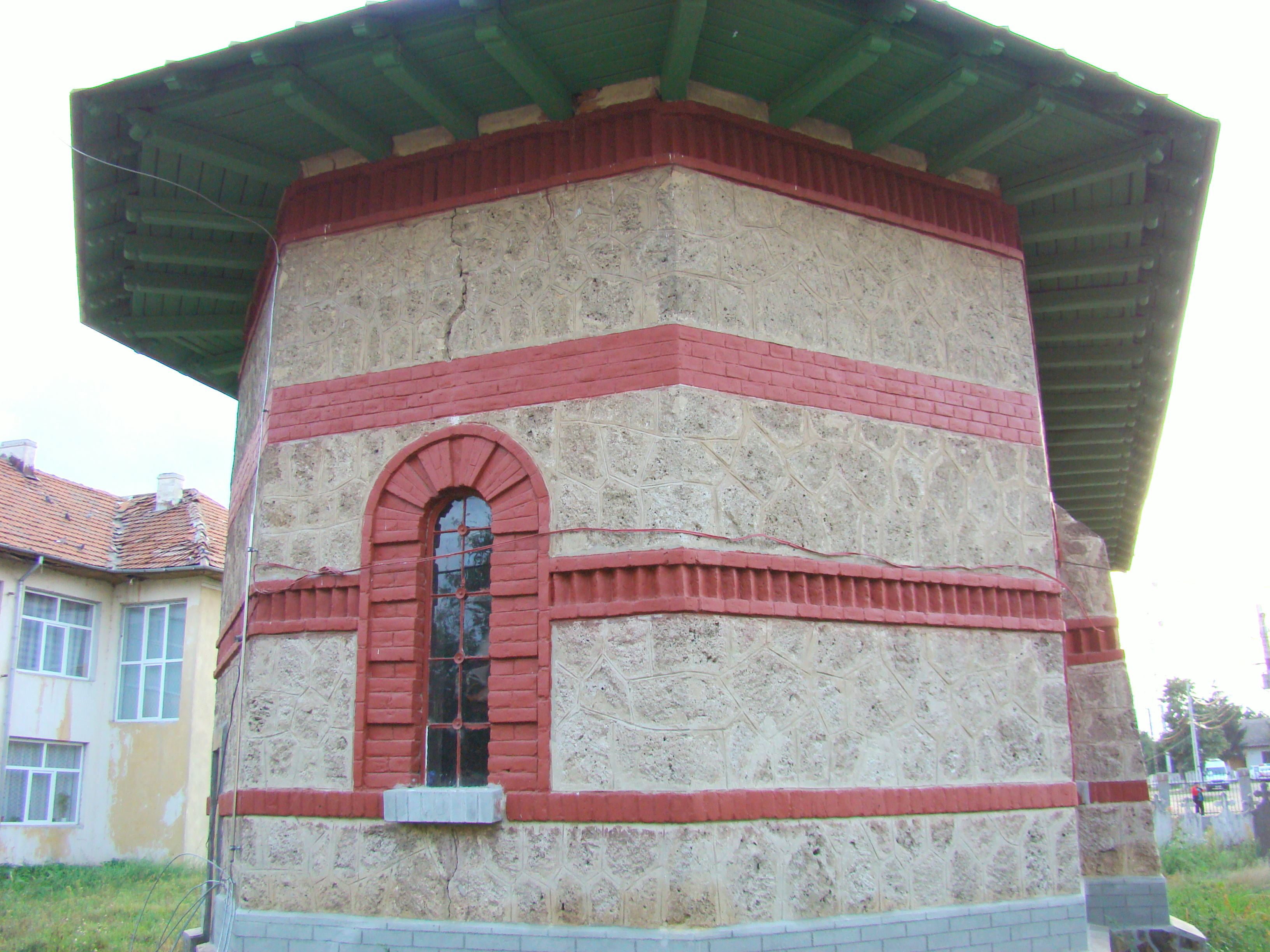
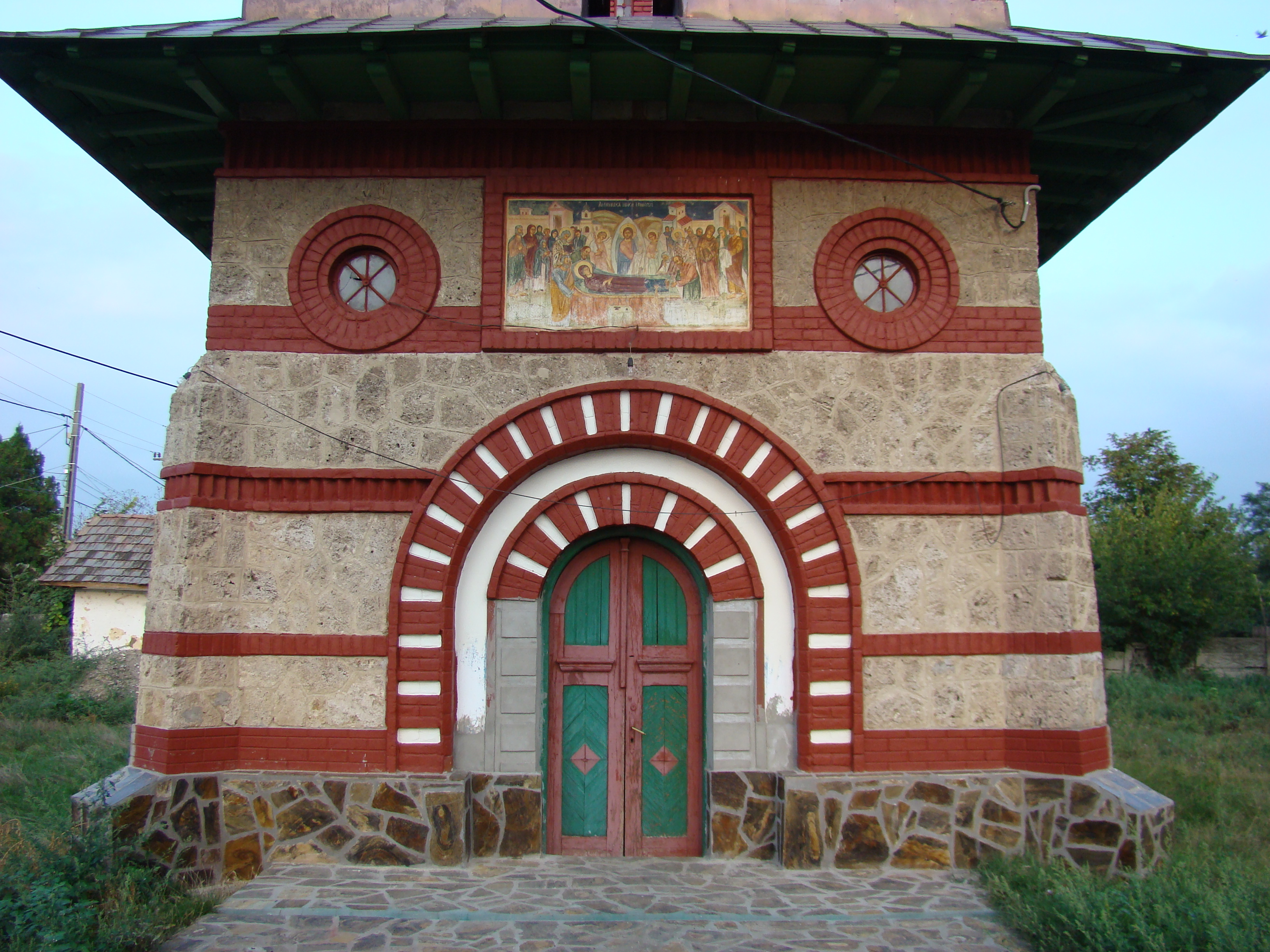
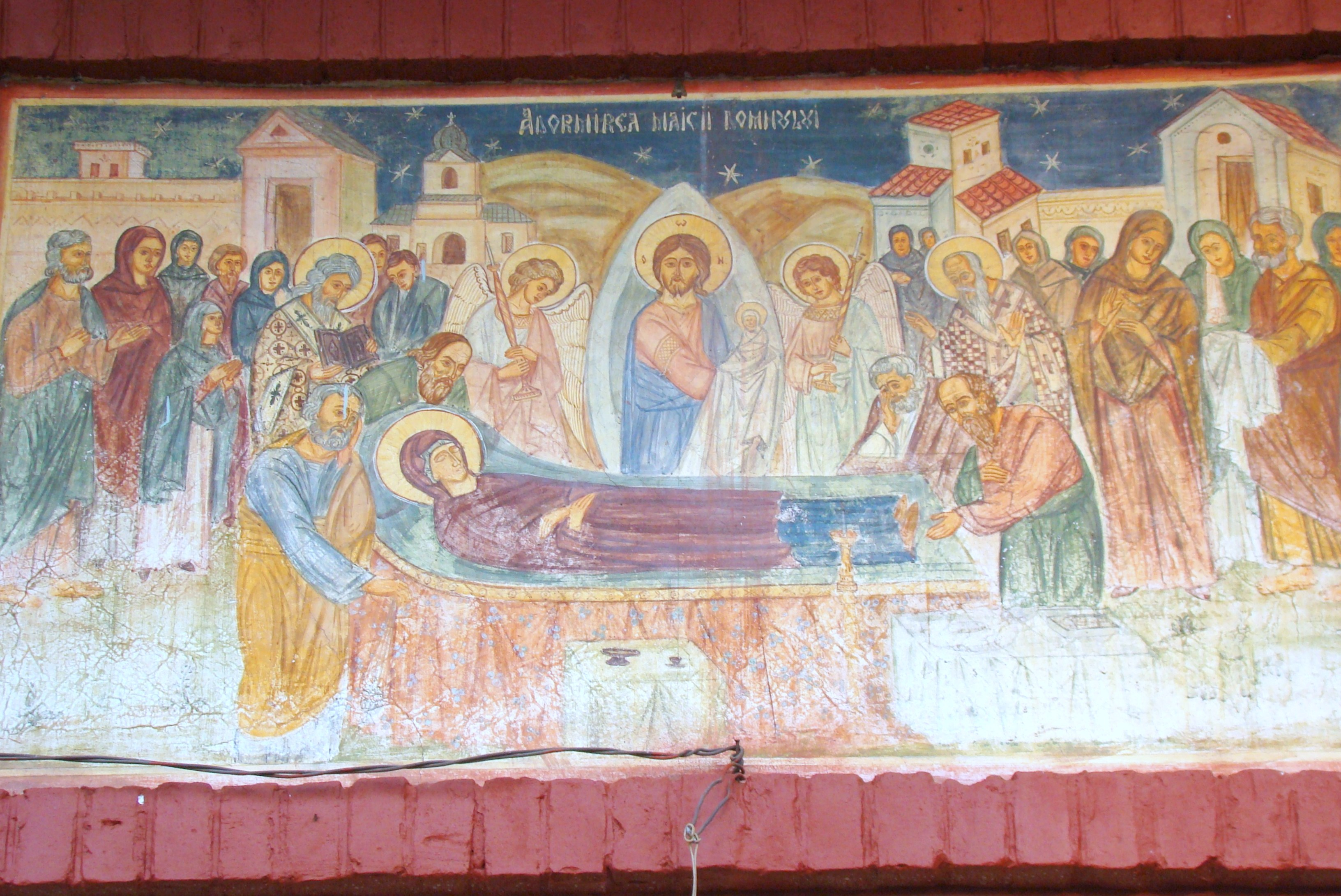
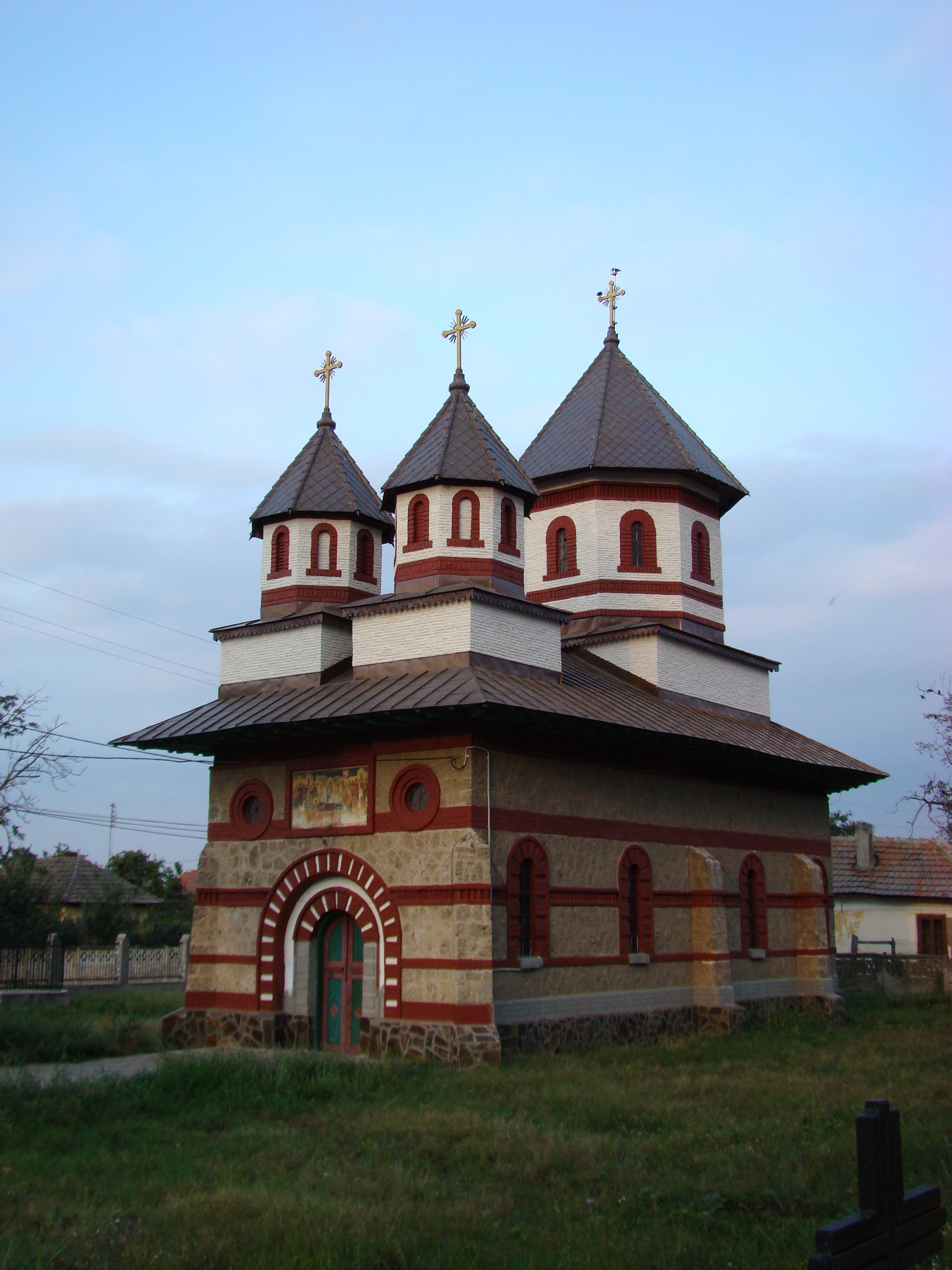
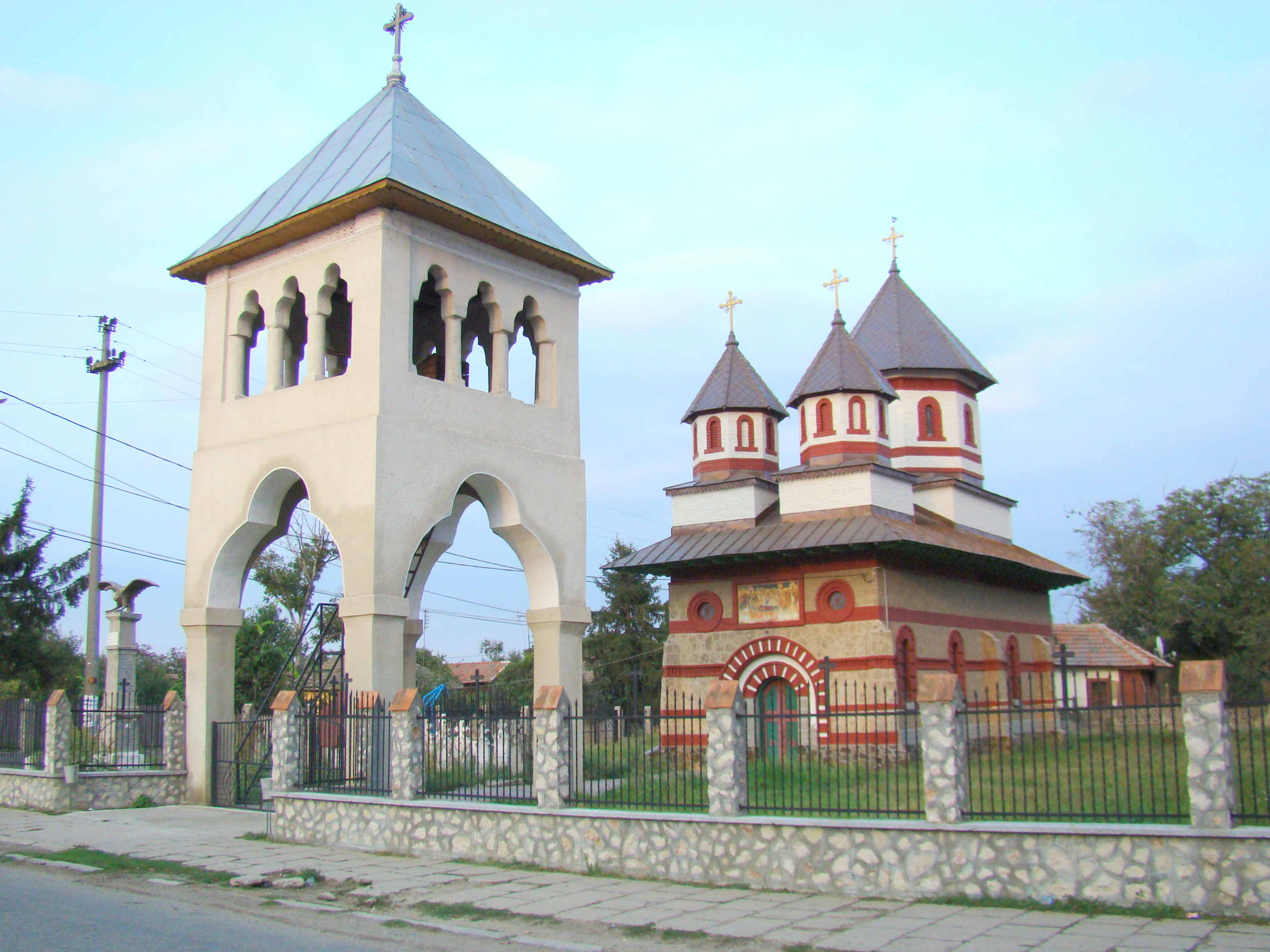